# Conversione della rendita
La conversione della rendita fu la sostituzione operata nel 1906 dal terzo Governo Giolitti dei titoli di stato a tassi fissi in scadenza con altri a tassi inferiori.
La conversione della rendita venne condotta con notevole cautela e competenza tecnica: il Governo, infatti, prima di intraprenderla, chiese ed ottenne la garanzia di numerosi istituti bancari. Inoltre, l'operazione fu portata avanti con molta rapidità, per evitare reazioni negative delle borse. Il 29 giugno 1906 il Ministro del tesoro Angelo Majorana-Calatabiano presentò alla Camera un disegno di legge che prevedeva la conversione delle rendite consolidate che rendevano il 5% (4% netto) al 3,75% netto a partire dal 1º luglio 1907 e poi al 3,5% netto dopo il 1º luglio 1912. In un solo giorno il provvedimento fu approvato dalla Camera e dal Senato, sanzionato dal Re e pubblicato in Gazzetta Ufficiale.
Le critiche che il progetto aveva ricevuto soprattutto dai conservatori si rivelarono infondate: vi fu infatti una fortissima adesione, in quanto su un capitale di quasi 8 miliardi e 100 milioni fu chiesto il rimborso soltanto di 5 milioni di titoli. Inoltre, l'opinione pubblica seguì quasi con commozione le vicende relative, in quanto la conversione assunse subito il valore simbolico di un risanamento effettivo e duraturo del bilancio e di una stabile unificazione nazionale.
Il beneficio annuo per il tesoro fu di più 20 milioni per i primi cinque anni e di 40 milioni per quelli successivi. Le risorse risparmiate sugli interessi furono usate per la nazionalizzazione delle ferrovie.